# Liparis gracilenta
Liparis gracilenta là một loài thực vật có hoa trong họ Lan. Loài này được Dandy mô tả khoa học đầu tiên năm 1944.